# Поштучне
Поштучне — натуральний податок у 14-17 ст. на українських землях, що входили до складу Великого князівства Литовського і Польської держави. Сплачували, в основному, державні (коронні) селяни у розмірі певної частки (1/30-1/10) від загальної кількості (штук) худоби, витканого полотна, рушників, ряден тощо. В Україні П. стягувалось також з старостинських селян (селяни, які проживали у маєтках, що передавалися у тимчасове користування урядовцям як платня за державну службу).